# 村上新九郎
村上 新九郎（むらかみ しんくろう、天保13年（1842年） - 1876年（明治9年）10月25日）は江戸時代後期（幕末）の肥後藩士。明治時代前期の熊本県庁第四課所属。最終階級は六等警部。

## 経歴
肥後国熊本で生まれる。
性格は冷静、沈着だったといい、江戸期は時習館で学んだ。その後、時習館の代見となって武の道にも精進したという。
明治6年（1873年）12月、白川県等外四等出仕に任ぜられ、明治8年（1875年）11月9日、熊本県六等警部に累進した。
明治9年（1876年）10月24日の神風連の乱では弟･須崎休十郎の報せでいち早く敬神党の挙兵を察知し、一等警部･仁尾惟茂に報告して対策会議のために安岡良亮県令邸にむかった。そこで敬神党･吉村義節らの襲撃をうけたが、県令や参事･小関敬直らを護衛するため素手で奮戦し、愛敬正吉と格闘してその目をくりぬいた。しかしそこに駆けつけた他の敬神党員に斬られ、自宅へ逃れたが翌日に死亡した。享年34。
墓は熊本市･室園墓地にある。